# Vuna
Nazivom vuna se opisuju mekane dlake krzna pojedinih sisavaca (za razliku od pokrovnih dlaka), posebno ovaca (ovčja vuna). Ona uz svilu i kazein spada u grupu proteinskih vlakana, ali se od drugih životinjskih dlaka razlikuje visokim postotkom sadržanog sumpora (3-4%) koji potiče od visokog sadržaja dvostrukih aminokiselina cistina. Vuna spada u obnovljive sirovine.

## Terminologija
Oznaka Schurwolle ili Reine Schurwolle ili engleski pure new wool označava, da se radi o vuni ostriženoj neposredno sa žive životinje, a ne o ponovnom korištenju stare tkanine odnosno o recikliranom proizvodu ili o vuni od zaklane ili uginule životinje. 
Kod pređe pomoću vrlo preciznih strojeva za predenje koji rade s preciznošću od jednog mikrometra vuna se upreda u dugačku niz. Što je tanja pa otuda i duža nit iz kilograma vune, to je veća kvaliteta upredene niti. 

## Svojstva
Vuna ima prirodno svojstvo takozvanog reguliranja temperature. Unutrašnjost vlakna vune može preuzeti vodenu paru, dok vanjska površina odbija vodu. Vlakno može prihvatiti do 33% vode u odnosu na svoju suhu težinu bez da se osjeti da je vlažna. Suši se znatno brže nego, na primjer, pamuk. Proizvod od vune sadrži u odnosu na ukupnu zapreminu do 85% od zraka. To svojstvo mu omogućuje da jako dobro grije. Vuna se ne maže a i ne gužva, jer je vlakno elastično. Osim toga, jednom obojena, ne gubi boju i nije zapaljiva. Ne gori, nego se odmah pretvara u ugljen, a za razliku od umjetnih vlakana jedva da upija znoj. Bez posebne obrade, može izazivati osjećaj neugodnog "grebanja" na koži. Tog grebanja nema kod finih merino vuna.

## Dobivanje
Za dobivanje vune ovce se strižu, a kašmirske koze i angorski kunići se isčešljavaju. Kod nekih vrsta ovaca vuna se čupa, što međutim za životinje nije bolno, jer se izvlače samo dlake koje više nisu čvrsto ukorijenjene.

## Tipovi vune
Tipovi vune se određuju prema kvaliteti vlakna:
- 1. Merino vuna:

To je fino, meko, vrlo kovrčavo i najkvalitetnije vlakno vune. Potiče od merino ovaca. Koristi se za proizvodnju visoko kvalitetnog kamgarna, od kojeg se zatim šije gornja odjeća.  Finoća vlakna se kreće od 16 do 23,5 mikrometara. Svjetski rekord finoće merinovune postavila je vuna s Novog Zelanda s 11,8 mikrona (za usporedbu: ljudska kosa ima oko 30 mikrona).
- 2. Crossbred vuna:

To je vuna srednje kvalitete, serdnje finoće, nije tako meka i kovrčava kao merino. Potiče od Crossbred ovaca koje su kružanci između merino ovaca i ovaca s grubom vunom.Ova se vuna koristi također za proizvodnju gornje odjeće kao i za razne oblike kućne upotrebe.
- 3. Gruba vuna:

je najniže kvalitete, vrlo je gruba. Slabo je ili nimalo kovrčava. Potiče od ovaca s grubom vunom kao što je Shetlandska ovca. Koristi se za proizvodnju tepiha ili ima tehničku primjenu (proizvodnja izolacijskih materijala i sl.)

### Sekundarni proizvodi
Vuna, a naročito ovčja, sadrži masnoću lanolin. Obično ga se odvaja prije obrade, kako bi ga se poslije dodalo očišćenoj i oplemenjenoj vuni ili ga se koristilo u kozmetičkoj industriji ili u druge svrhe.

## Druga primjena vune
Još jedna primjena ovčje vune je korištenje kao ekološko gnojivo. Vuna se pretvara pomoću strojeva za peletiranje u pelete koji se mogu koristiti u poljoprivredi i vrtlarenju. Ona je ekološka i ne zahtjeva pranje. U Austriji, Njemačkoj i Italiji se već preradjuje i koristi na taj način.

## Vanjske poveznice
- Vuna Hrvatska tehnička enciklopedija, portal hrvatske tehničke baštine. LZMK